# Donkey Pilots
Die Donkey Pilots sind eine in Hameln gegründete Rockband. Die Gruppe wird den Stilrichtungen Rock, Alternative Rock, Blues, Psychedelic Rock und Americana zugeordnet. Ihren Stil-Mix bezeichnen sie selbst als „Blow Rock“.

## Geschichte
Gegründet wurden die Donkey Pilots Anfang 2009 von Hector Pascal (Gitarre, Gesang), Tyler Bourbon (Lead-Gitarre) und wechselnden Musikern der lokalen Szene, unter anderem Alex Blaschke, der nach Aufnahme des ersten Albums zu den Dark Rockern Unzucht wechselte.
Der Hagener Produzent und Besitzer des Woodhouse Studios Siggi Bemm jr. wurde auf die Band aufmerksam und produzierte 2012 ihr erstes Album Garbage Man, das am 25. Januar 2013 auf dem eigenen Label Dog Shit Ave Records (über Dr. Music Records) weltweit erschien. Der Titel Pissed wurde vorab als Single mit dazugehörigem Musikvideo ausgekoppelt. Wenig später folgte Silent Seducer mit einem aufwändig illustrierten und animierten Video.
Im Anschluss daran eröffneten sie mehrere Konzerte für Phillip Boa & The Voodooclub sowie Ohrenfeindt und gingen 2013/2014 auf Solo-Club-Tour durch ganz Deutschland. Ihr Debütalbum wurde von Presse und Kritikern äußerst positiv aufgenommen, so schrieb der Bielefelder von einer „beachtlichen Premiere“. Auf Grund ihrer Vielschichtigkeit gibt es Schwierigkeiten den musikalischen Stil der Band klar zuzuordnen. Vielfach wird ihre Musik auch als durchaus unkonventionell beschrieben und dabei ein gewisses Maß an Eigenständigkeit attestiert.
Nach ihrer Garbage Man Tour kam es erneut zu Besetzungswechseln, als nicht nur Bassist Buzz T 2014 seinen Ausstieg bekannt gegeben hatte, sondern auch Schlagzeuger Mr. Reece die Band 2015 verließ. Sie wurden durch Floyd Apple (Bass) und Yann Johann Gunderson (Schlagzeug) ersetzt.
2016 spielten sie zusammen mit New Model Army in Hannover.
Am 22. September 2017 erschien ihr zweites Album Serious Men über Dog Shit Ave Records / Timezone Records auf dem Don Airey als Gastmusiker bei ausgewählten Stücken die Hammond-Orgel einspielte. Das Album wurde von Tobias „b.deutung“ Unterberg produziert und im Echolane Studio in Bergen-Hohne aufgenommen. Zu dem Titel No right veröffentlichte die Band noch am selben Tag ein neues Musikvideo.

## Diskografie
Alben
- 2013: Garbage Man (Dog Shit Ave Records / Dr. Music Records / Soulfood)
- 2017: Serious Men (Dog Shit Ave Records / Timezone Records)

Singles
- 2012: Pissed (Dog Shit Ave Records / Dr. Music Records / Soulfood)

EPs
- 2010: The Devil (CD, Eigenveröffentlichung)
- 2011: The E=mc² Sessions (Download, Eigenveröffentlichung)

Samplerbeiträge
- 2013: The Finest Noise Vol. 30 (CD)
- 2014: Leinehertz-Lounge Vol.1 (CD und Download)